# 帕克縣 (蒙大拿州)
帕克縣（英語：Park County）是位於美国蒙大拿州西南部的一個郡，南鄰怀俄明州，面積7,287平方公里。根據2020年美國人口普查，共有人口17,191人。縣治利文斯顿（Livingston）。該縣成立於1887年2月13日，縣名來自附近的黃石國家公園。